# Nordheim am Main
Nordheim am Main là một đô thị thuộc huyện Kitzingen trong bang Bayern của nước Đức.